# Mavis Biesanz

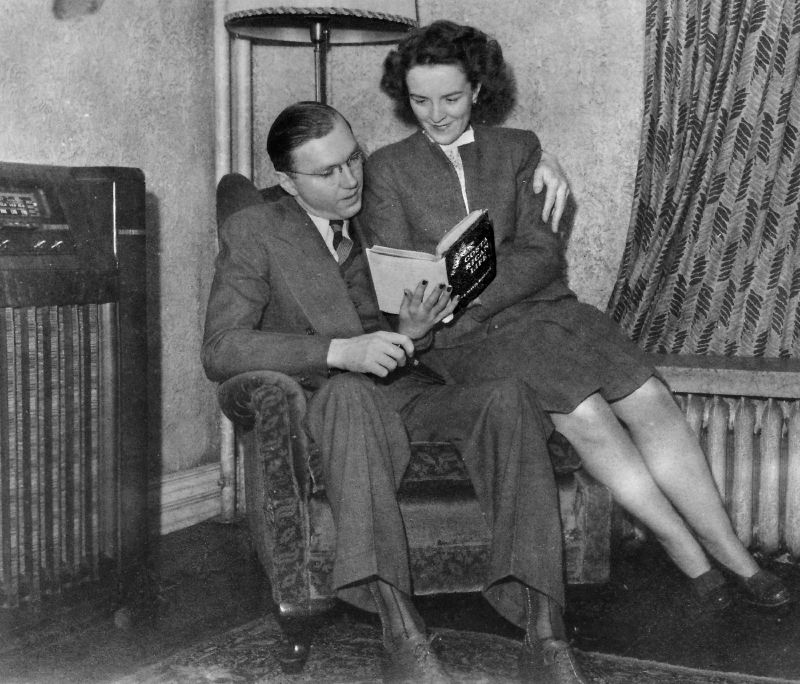
John y Mavis Biesanz en Costa Rica

Mavis Hiltunen Biesanz (Vermilion Lake, Estados Unidos 27 de julio de 1919-Escazú, Costa Rica, 21 de febrero de 2008) fue una socióloga, historiadora y escritora estadounidense de ascendencia finesa. Autora de muchos libros sobre los pueblos centroamericanos, particularmente Costa Rica, se radicó en ese país desde 1971 hasta su muerte en 2008.
Biesanz se graduó de la Universidad Estatal de Iowa con honores en 1940. Pagó sus estudios con trabajos humildes como mesera, pilera, niñera y miscelánea. Se casó al graduarse con el antropólogo y sociólogo John Biesanz, con quien vivió hasta la muerte de éste en 1995. Tuvieron tres hijos Richard, Barry y Katja. Además de académica y autora, trabajó como profesora de inglés.
Junto a su esposo fue coautora de varios libros de importancia en la sociología anglosajona como Modern Society: An Introduction to Social Sciences e Introduction to Social Sciences. Escribió cinco libros más sobre las sociedades costarricense y panameña.

## Publicaciones

### Libros
- John & Mavis Biesanz: Costa Rican Life. Librería Lehmann, San José, Costa Rica, 1944.
- John & Mavis Biesanz: Modern Society. Prentice-Hall, 1954, 1959, 1964.
- John & Mavis Biesanz: People of Panama. Columbia University Press, 1955.
- Las Amigas Norteamericanas del Paraguay (The North American Friends of Paraguay): Land of Lace and Legend: An Informal Guide to Paraguay. (Mrs. John Biesanz, editor in chief, Mrs. Povenmire Dale, President.) La Colmena, SA, Asunción, 1965.
- John & Mavis Biesanz: Introduction to Sociology. Prentice-Hall, 1969, 1973.
- Richard Biesanz, Karen Zubris Biesanz & Mavis Hiltunen Biesanz: The Costa Ricans. Waveland Press, 1988.
- Mavis Hiltunen Biesanz: Helmi Mavis, a Finnish American Girlhood. North Star Press of St. Cloud, 1989.
- Mavis Hiltunen Biesanz, Richard & Karen Biesanz Zubris Biesanz: The Ticos: Culture and Social Change in Costa Rica. Lynne Rienner Publishers, 1998.
- Mavis Biesanz: Un año con Carmen: Cuentos y poemas. A Year with Carmen: Stories and poems. EUNED, Costa Rica, 2007.

### Artículos académicos
- John & Mavis Biesanz (1941): Social Distance in the Youth Hostel Movement. Sociology and Social Research, XXV, January–February, pp. 237–245.
- John & Mavis Biesanz (1941): The School and the Youth Hostel. Journal of Educational Sociology, Vol 15, No. 1, pp. 55–60.
- John & Mavis Biesanz (1943): Mate Selection Standards of the Costa Rican Students. Social Forces, Vol 22, No. 2, pp. 194–199.

### Artículos de opinión
- The Tico Times, (1981) "Why are Ticos So Different?" Author Mavis Biesanz describes the character and history of a unique people. A Tico Times Publication. 20 pp. Reprint of 10 articles in The Tico Times, 1981. Tico Times, Apartado 4632, San José, Costa Rica